# (310) Margarita
(310) Margarita est un astéroïde de la ceinture principale découvert par Auguste Charlois le 16 mai 1891 à Nice.